# Топличка академија струковних студија
Топличка академија струковних студија је високошколска установа у Прокупљу.

## Основни подаци
Топличка академија струковних студија - ТАСС основана је 11. маја 2022. године Одлуком Владе Републике Србије. Делатност установе је остваривање високог образовања кроз основне, специјалистичке и мастер струковне студије, у оквиру акредитованих студијских програма. За одређене студијске програме, студије се изводе по дуалном моделу.
Топличку академију струковних студија чине три одсека:
- Одсек за пољопривредно-прехрамбене студије Прокупље
- Одсек за пословне студије Блаце
- Одсек за медицинске студије Прокупље

У њеном саставу су и две организационе јединице ван седишта Академије:
- Високошколска јединица (ВШЈ) Јагодина
- Високошколска јединица (ВШЈ) Димитровград

Студенти Академије се школују да овладају практичним примењеним знањима и вештинама неопходним за укључивање у радни процес у оквиру следећих области:
- пољопривреда
- прехрамбена технологија
- информатика
- економија
- туризам
- медицина

Поред образовне делатности, Академија се бави издавачком и саветодавном делатношћу, учествује у пројектима и орканизује саветовања, научне и стручне конференције.

## Организациона структура
Радом Академије руководи председник.
Рад наставника и сарадника у оквиру Академије организован је према предметима, у оквиру шест катедри:
- Катедра за финансије и е-бизнис
- Катедра за општеобразовне предмете и медицинске науке
- Катедра за прехрамбену технологију
- Катедра за информатику и рачунарско инжењерство
- Катедра за општу и пословну економију
- Катедра за фитомедицину, биљну и анималну производњу